# Casa-fàbrica Comerma i Riera
La casa-fàbrica Comerma i Riera era un conjunt d'edificis situats als carrers de la Mina i del Cid del Raval de Barcelona, actualment desapareguts.

## Història

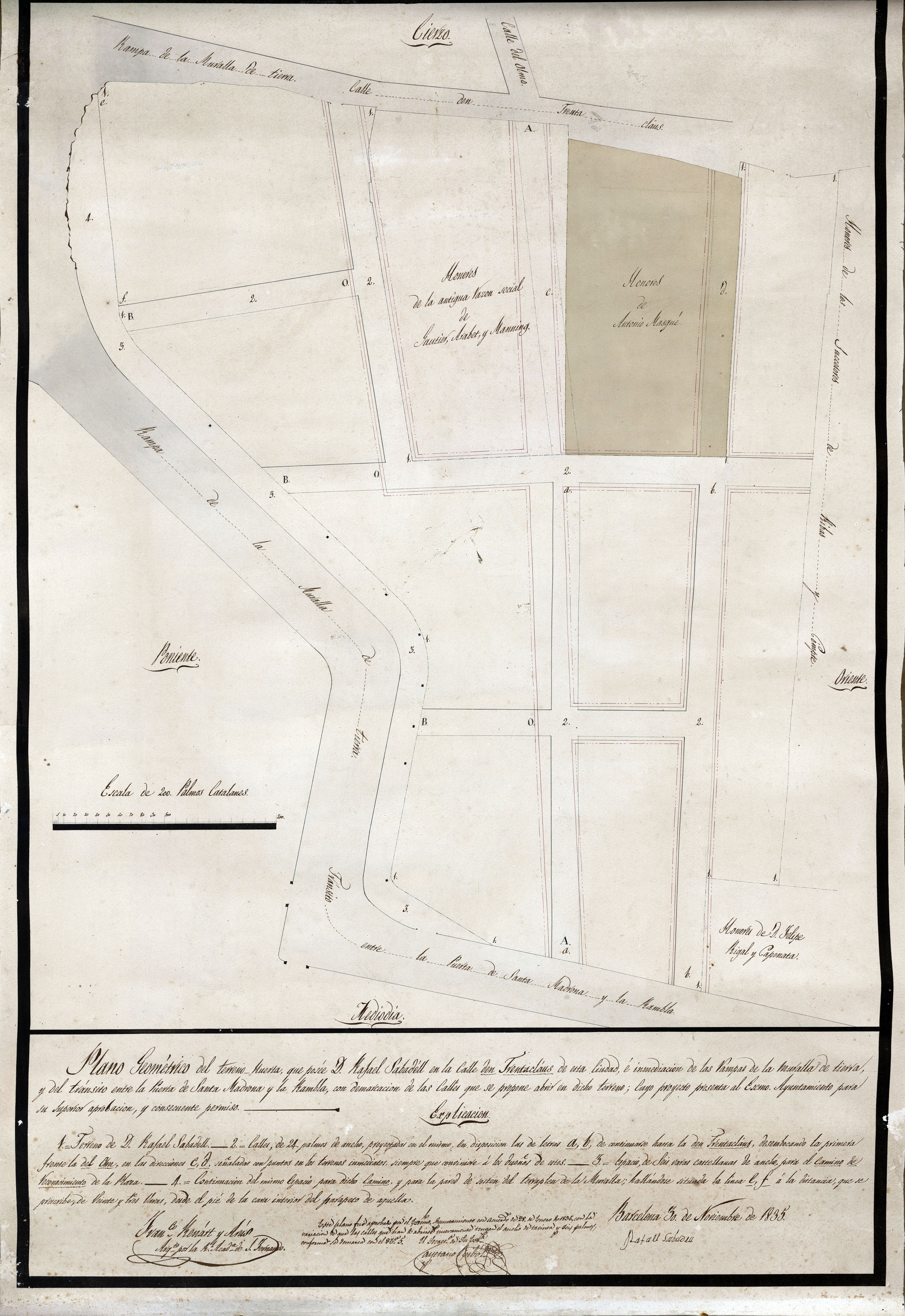
Projecte d'obertura de nous carrers als terrenys de Rafael Sabadell. Francesc Renart i Arús (1835)

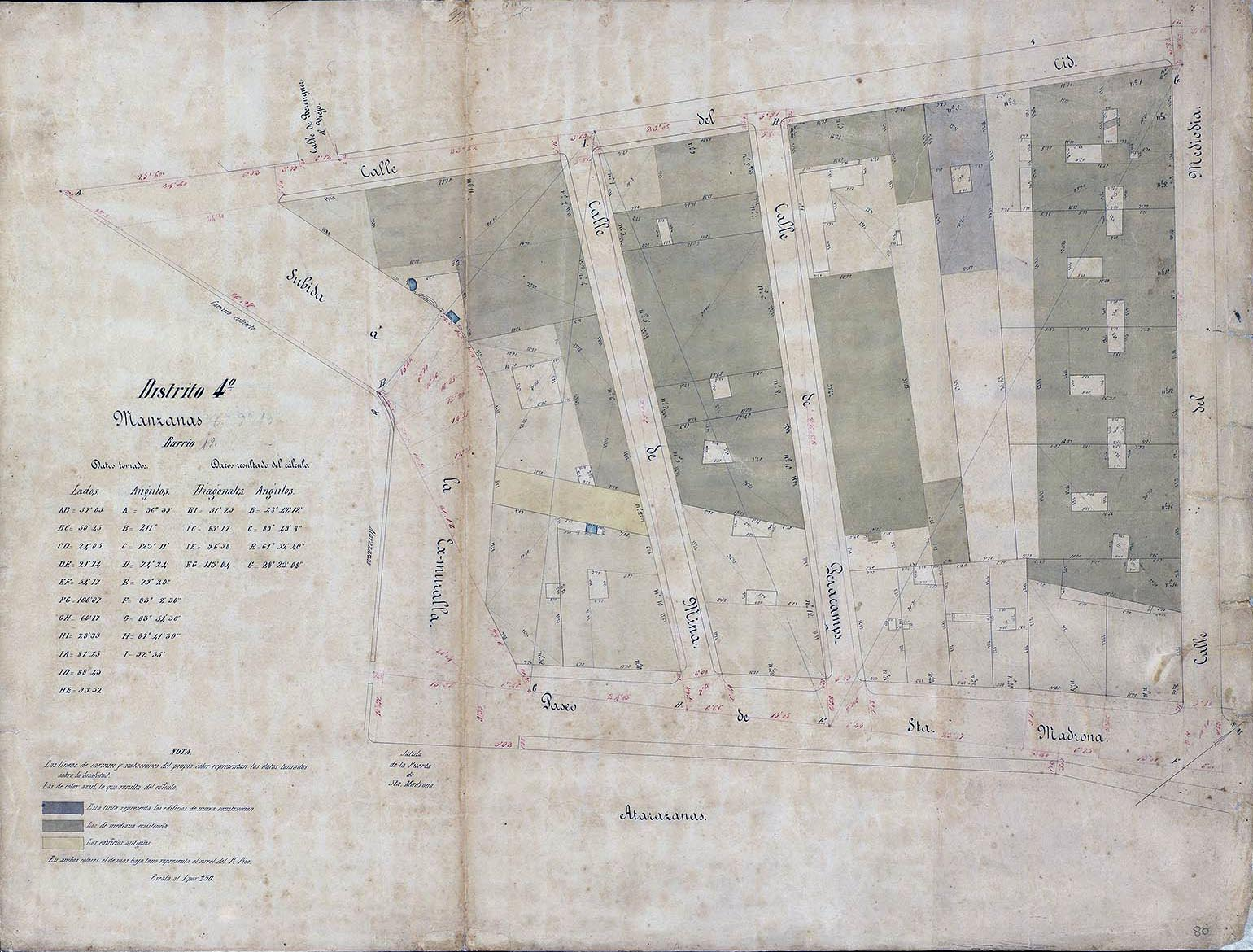
Quarteró núm. 80 de Garriga i Roca (c. 1860)

El juliol del 1839, el paleta Miquel Comerma va demanar permís per a construir una fàbrica de vapor al carrer de la Mina cantonada amb el que travessava el terreny d'en Rafael Sabadell (Cid), segons el projecte del mestre d'obres Pere Calçada, i novament l'octubre per a aixecar un tercer pís al carrer del Cid, segons el projecte del mateix Calçada. Just un any després, va presentar un nou projecte amb la introducció d’algunes reformes, i augmentant el nombre de plantes fins a esgotar l’alçada màxima permesa de planta baixa i quatre pisos. El novembre del mateix any, va obtenir del terratinent i comerciant Rafael Sabadell i Permanyer l'establiment emfitèutic del terreny. Les obres foren dirigides per l'arquitecte Joan Buxareu, i hi intervingué el fuster Josep Calls.
El 1843, el comerciant Josep Riera, Miquel Comerma i Joan Montada es van associar per a explotar-hi una filatura de cotó i llogar els espais i la força motriu restant, així com construir a la parcel·la contigua al carrer de la Mina, 9 (modern 4) un edifici de planta baixa i quatre pisos segons el projecte del mateix Buxareu, que tindria una casa de banys, anomenada de «Vista Alegre», i habitatges per a les famílies dels socis. A tal efecte, Riera va adquirir el terreny a Joan Mombrú mitjançant agnició de bona fe de l'establiment emfitèutic que aquest havia obtingut de Sabadell, i el 1844 hi van fer instal·lar una màquina de vapor de 14 CV de la casa Hick (Bolton).
El 1847, es va constituir la societat Riera i Cia amb la participació de Comerma, Riera, Martí Grifell (natural d'Igualada) i Victòria Rogés, vídua de Joan Montada, per un termini de 6 anys i amb un capital de 57.000 lliures, en el que el primer aportava la casa-fàbrica. Tanmateix, el negoci no va tenir els resultats esperats, i el 1849, van acordar dissoldre la societat. El 1850, la casa-fàbrica i la casa de banys foren posades en subhasta, i el comerciant Valentín Navarro, oriünd de Salamanca, va adquirir a Riera (aleshores resident a Amèrica i representat per Bonaventura Pedemonte i Jurch), Victòria Rogés i la vídua de Martí Grifell les seves participacions en la societat i la propietat de la casa-fàbrica i la casa de banys, així com la cessió de les de Comerma (que hi tenia una hipoteca).
Tanmateix, Navarro va acabar entrant en concurs de creditors, i el 1853 serien subhastades de nou. Aquell mateix any, Joan Soler va demanar permís per a substituir la màquina de vapor per una altra de 20 a 25 CV de potència, segons els plànols del mestre d'obres Francesc Ubach. El 1857 hi havia instal·lades les filatures de Josep Cortils i Josep Valls, i el 1863, la filatura de Josep Bentura i Serrano i la casa de banys de Josep Casulleras. El 1873, la propietat va ser posada novament en subhasta.
El 1999, la cooperativa Qualitat Habitatge Social del sindicat UGT de Catalunya va comprar ambdues finques, destinades a habitatges de promoció pública pel PERI del 1985, per 98 milions de pessetes. El 2004, després de l'aprovació de la «Modificació del PERI del Raval en el sector Drassanes» (2003), que hi obria el camí a l'especulació privada, la mateixa cooperativa va vendre'n els solars per unes quatre vegades el preu de compra, obtenint així una plusvàlua de 1,8 milions d'euros. El 2015, aquests terrenys i els de l'illa veïna a l'altra banda del carrer de la Mina van ser adquirits per la cadena d'hotels Praktik, en societat amb José María Trénor Löwenstein, marquès de Cerdanyola, per a construir-hi un hotel de luxe, però l'Ajuntament presidit per Ada Colau els va denegar la llicència el 2017. Finalment, el 2024 hi van començar les obres d'una residència d'estudiants.